# Данське право на неучасть
Данія відмовляється від політики Європейського Союзу щодо громадянства, поліції та правосуддя, а також запровадження євро. Вони були забезпечені Единбурзькою угодою 1992 року після того, як данські виборці відхилили референдум про ратифікацію Маастрихтського договору як комплекс заходів для пом'якшення занепокоєння, висловленого під час цього референдуму.
Уряди Данії провели три референдуми щодо зміни свого права на неучасть. Перший у 2000 році відхилив прийняття євро на 53,2 % до 46,8 % при явці 87,6 %. Другий у 2015 році на 53,1 % відхилив перетворення поточної повної відмови Данії з питань дому та правосуддя на відмову від окремого випадку, подібну до тієї, яку мали Ірландія та Сполучене Королівство (останнє до виходу з ЄС). Третій у 2022 році відбувся на тлі російського вторгнення під час Російсько-української війни, щодо скасування відмови від захисту, відбувся 1 червня 2022 року: «за» проголосували 66,9 % і «проти» — 33,1 %.

## Історія
Данія чотири рази відмовилася від Маастрихтського договору після того, як його було відхилено на референдумі 1992 року. Відмови викладені в Единбурзькій угоді та стосуються Економічного та валютного союзу (ЄВС), Спільної політики безпеки та оборони (CSDP), юстиції та внутрішніх справ та громадянства Європейського Союзу. З цими відмовами данський народ прийняв договір на другому референдумі, що відбувся в 1993 році.
Відмова від ЄВС означає, що Данія не зобов'язана брати участь у третій фазі Європейського механізму обмінних курсів, тобто замінювати данську крону на євро. Скасування відмови від євро була винесена на референдум у 2000 році і була відхилена. Відмова від CSDP спочатку означала, що Данія не буде зобов'язана приєднатися до Західноєвропейського Союзу (який спочатку вирішував оборонні завдання ЄС). Тепер це означає, що Данія не бере участі у зовнішній політиці Європейського Союзу щодо оборони. Тому вона не бере участі в ухваленні рішень, не діє в цій сфері та не вносить війська до місій, що проводяться під егідою Європейського Союзу. Відмова від правосуддя звільняє Данію від певних сфер внутрішніх справ. Значна частина цих територій була передана з третього стовпа Європейського Союзу до першого згідно з Амстердамським договором; відмови Данії від цих територій залишалися дійсними за допомогою додаткових протоколів. Акти, прийняті відповідно до цих повноважень, не є обов'язковими для Данії, за винятком тих, що стосуються Шенгенської угоди, які натомість здійснюються на міжурядовій основі з Данією. У заяві про відмову від громадянства зазначено, що європейське громадянство не замінює національне громадянство; цей вихід був позбавлений сенсу, коли Амстердамський договір прийняв однакове формулювання для всіх членів. Відповідно до Лісабонської угоди, Данія може коли завгодно змінити свій відмову від повної відмови на індивідуальну версію, яка застосовується до Ірландії та Сполученого Королівства. Протокол, який регулює це положення, передбачає, що якщо Данія скористається цим варіантом, то вона буде зв'язана шенгенськими acquis відповідно до законодавства ЄС, а не на міжурядовій основі. 

## Пропозиції скасувати права на неучасть

### Уряд Андерса Фога Расмуссена
Прем'єр-міністр Андерс Фог Расмуссен оголосив про один або кілька референдумів щодо скасування одного чи кількох варіантів відмови у своїй промові 22 листопада 2007 року після перемоги на парламентських виборах 2007 року. Не було оголошено, чи запропонує референдум лише повну скасування всіх відмов, чи вибір окремого випадку, і не було оголошено жодної дати, за винятком того, що це буде до парламентських виборів у Данії 2011 року. Уряд V/K (ліберально-консервативний) планував провести референдум щодо скасування відмови (або принаймні відмови від євро) принаймні з 2004 року, після сприятливої зміни громадської думки, але дискусії та суперечки щодо Договору про створення Конституції для Європи та Лісабонського договору затримали це.
Спочатку очікувалося, що референдум буде проведено восени 2008 року, але після відмови Ірландії від Лісабонського договору Фог Расмуссен заявив, що цього не відбудеться. На початку 2009 року було оголошено, що Фог Расмуссен очікує провести референдум про приєднання Данії до єврозони в 2010 році, оскільки він вважав можливим задовольнити вимоги євроскептичної Соціалістичної народної партії.

### Уряд Ларса Льокке Расмуссена
Після призначення Андерса Фога Расмуссена генеральним секретарем НАТО в 2009 році, його наступник Ларс Льокке Расмуссен оголосив, що рішення про відмову буде винесено на референдум «коли настане слушний час», що було розцінено як ознака того, що він не обов'язково мав намір проводити референдум.
Через місяць, у травні 2009 року, Льокке Расмуссен заявив, що сподівається, що до парламентських виборів 2011 року відбудеться принаймні референдум щодо спільної валюти, щоб Данія могла стати «повноправним членом Європейського Союзу» і надати йому народний мандат на переговорах щодо Пакту про конкурентоспроможність влітку того ж року. Пропозицію прем'єр-міністра розкритикував політолог Єнс Ладефогед Мортенсен, який стверджував, що час для референдуму було обрано неправильно, вказуючи на те, що в Данії планується провести загальні вибори пізніше того ж року.
У листопаді 2009 року лідери трьох найбільших опозиційних партій Гелле Торнінг-Шмідт, Віллі Совндал і Маргрете Вестагер запропонували провести 23 березня 2010 року референдум щодо скасування заборон щодо спільної політики безпеки та оборони та юстиції та внутрішніх справ.
Зрештою, референдуму не було проведено, і коаліція Льокке Расмуссена програла вибори восени 2011 року.

### Уряд Гелле Торнінг-Шмідт
Після перемоги лівої коаліції під керівництвом Торнінга-Шмідта на виборах у вересні 2011 року новий уряд оголосив, що планує провести референдуми щодо скасування відмови від оборони та про скасування відмови від правосуддя або зміни її до гнучка можливість вибору, як у Сполученого Королівства та Республіки Ірландія, щоб дати можливість Данії брати участь у заходах, які вона обирає. Однак у червні 2012 року Торнінг-Шмідт оголосила, що не очікує проведення референдуму до того, як до ситуації в Європі повернеться певна кількість стабільности та порядку, можливо, не раніше кінця каденції уряду, посилаючись на «тривогу та невизначеність». навколо тогочасного європейського проєкту.
У серпні 2013 року Ларс Льокке Расмуссен, лідер опозиційної партії Venstre, запропонував провести референдум щодо відмови від співробітництва з ЄС у сфері оборони та правосуддя, а також щодо Єдиного патентного суду, залишивши відмову від європейського громадянства та євро, відбудуться в ту саму дату, що й вибори до Європарламенту 2014 року. Цю пропозицію відхилив міністр європейських справ Нік Геккеруп, який стверджував, що час був неправильним.
У жовтні 2014 року Торнінг-Шмідт оголосила про плани проведення референдуму щодо перетворення негнучкої відмови з питань дому та правосуддя на гнучку відмову після наступних загальних виборів у Данії, які мають відбутися у вересні 2015 року, через побоювання, що відмова від участі змусити Данію вийти з Європолу. Кілька партій, у тому числі дві найбільші в парламенті, соціал-демократи та ліберали, у грудні 2014 року досягли домовлености про проведення референдуму після майбутніх виборів, але до кінця першого кварталу 2016 року, якщо вони забезпечать достатньо місць на виборах. Це було доповнено угодою у березні 2015 року між сторонами, згідно з якою в разі схвалення референдуму Данія приєднається до 22 нормативних актів ЄС, в яких вона наразі не може брати участі, включаючи Римський регламент. Щоб приєднатися до додаткового регламенту, угода вимагає або консенсусу сторін угоди, або щоб пропозиція була оприлюднена як частина платформи партії до наступних виборів.

### Другий уряд Ларса Льокке Расмуссена
Після виборів у червні 2015 року Венстре сформував уряд, прем'єр-міністром якого знову став Ларс Льокке Расмуссен. Він зобов'язався провести референдум щодо перетворення відмови від правосуддя у згоду до Різдва 2015 року. 21 серпня 2015 року уряд Данії оголосив, що референдум відбудеться 3 грудня 2015 року. Уряд також заявив, що планує провести референдум про скасування свого відмови від оборонної політики ЄС після референдуму про відмову від правосуддя. Данці відхилили цю пропозицію з відривом від 53,1 % до 46,9 %. У травні 2019 року Расмуссен знову запропонував провести референдум про скасування відмови від оборони протягом наступного парламентського терміну, хоча його партія програла загальні вибори наступного місяця.

### Уряд Фредеріксен
Після російського вторгнення в Україну в 2022 році Данія провела референдум щодо скасування відмови від оборони. Референдум відбувся 1 червня 2022 року і завершився тим, що дві третини голосів перемогла сторона «за». Після референдуму Міністерство закордонних справ Данії заявило, що планує офіційно ратифікувати рішення та вчасно повідомити ЄС про свою участь, щоб воно набуло чинности з 1 липня. Метте Фредеріксен заявила, що, незважаючи на схвалення відмови від захисту, вона не планувала проводити референдуми щодо інших решти відмови.

## Громадська думка
Опитування, проведене на початку червня 2008 року, показало явну більшість за скасування відмови від оборонних та судових питань, дуже тісну гонку щодо євро та явну більшість проти скасування відмови від громадянства. Після збільшення підтримки скасування відмови, підтримка впала в середині травня 2009 року; у січні 2009 року 49,8 % висловилися за те, щоб євро був данською валютою, впавши до 45,2 % проти та 43,7 % за в травні 2009 року. Підтримка скасування відмови від співробітництва в юридичній та оборонній сфері також зменшилася до однакової кількости за і проти.
Після цього підтримка скасування відмови знову зросла. У жовтні 2009 року більшість висловилася за скасування кожного з чотирьох варіантів відмови, єдина різниця полягала у розмірі більшості:
- Абсолютна більшість висловилася за прийняття євро (50 % — за, 43 % — проти, 7 % — без думки) та участь у Спільній європейській оборонній політиці (66 % — за, 21 % — проти, 13 % — проти).
- Відносна більшість висловилася за судову співпрацю (47 % — за, 35 % — проти, 18 % — без думки) та громадянство ЄС (40 % — за, 30 % — проти, 30 % — не висловлюють).
- Коли їх запитали, як вони проголосували б, коли їм довелося ухвалити рішення про всі чотири варіанти відмови в пакеті, відносна більшість у 42 % проголосували б за скасування відмови, 37 % проголосували б за збереження відмови виходи, а 21 % не висловили жодної думки[37].

Після кризи європейського суверенного боргу, зокрема потрясінь на фінансових ринках у 2011 році, підтримка євро різко впала: опитування показало, що 61 % респондентів виступають проти прийняття євро, а 37 % — за.